# Uretamendi

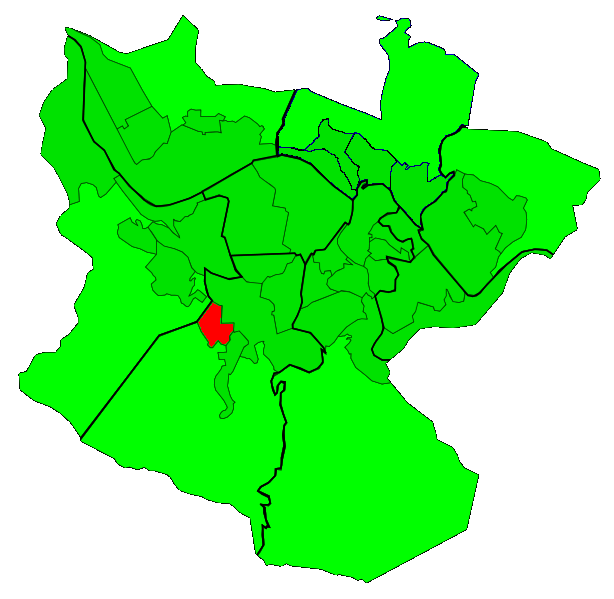
Ubicació d'Uretamendi

Uretamendi és un barri del districte bilbaí d'Errekalde. Té una superfície de 0,20 quilòmetres quadrats i una població de 2.769 habitants (2004). Limita al nord amb el barris d'Errekaldeberri i Iturrigorri i al sud amb les muntanyes Arraitz.

## Etimologia
El seu nom ve del basc ur+eta+mendi (aigua i muntanya). En dos anys va passar de ser una zona de barraques a un barri residencial.

## Transports
- Bilbobus: Línies per Uretamendi/Betolaza:

| Línia | Recorregut          | Freqüència (minuts) |
| ----- | ------------------- | ------------------- |
| 27    | Arabella - Betolaza | 15´                 |